# TACAM R-1
TACAM R-1 (Tun AntiCar pe Afet Mobil R-1 — «Противотанковое орудие на подвижном лафете R-1») — небольшой истребитель танков, использовавшийся Румынией во время Второй мировой войны. Он был разработан 22 ноября 1943 года по заказу румынского Генерального штаба. Четырнадцать машин R-1 предстояло перевооружить 45-мм орудиями 20-К.
Хотя эта машина была разработана для использования только в целях обеспечения безопасности, проект был отменен, поскольку в конечном итоге он был сочтен пустой тратой остро необходимых промышленных мощностей, поскольку 45-мм пушка к тому времени устарела по сравнению с большинством советских танков.